# Галепи
Галепи — колишній хутір у Словечанській сільській раді Словечанського району Житомирської області Української РСР.

## Історія
Станом на 1 вересня 1946 року — хутір Словечанської сільської ради Словечанського району Житомирської області. На 10 лютого 1952 року значився як хутір, що фактично злився із с. Словечне та підлягає зняттю з обліку.
29 червня 1960 року, відповідно до рішення Житомирського облвиконкому № 683 «Про об'єднання деяких населених пунктів області», об'єднаний із с. Словечне.